# Kaskakulan Ostrov
Kaskakulan Ostrov är en ö i Kazakstan.   Den ligger i oblystet Qyzylorda, i den västra delen av landet, 1 000 km sydväst om huvudstaden Astana.